# Gigantochloa macrostachya
Gigantochloa macrostachya är en gräsart som beskrevs av Wilhelm Sulpiz Kurz. Gigantochloa macrostachya ingår i släktet Gigantochloa och familjen gräs. Inga underarter finns listade i Catalogue of Life.